# Audi A8 D5
L'Audi A8 D5 (sigla interna Typ 4N) è la quarta generazione dell'Audi A8, un'autovettura di lusso prodotta dal 2017 dalla casa automobilistica tedesca Audi.

## Debutto
Questa nuova generazione dell'ammiraglia di Ingolstadt venne presentata al pubblico 11 luglio 2017 in occasione di un evento organizzato dallo stesso costruttore, chiamato "Audi Summit", e svoltosi presso un centro espositivo di Barcellona. Il debutto in pubblico al salone di Francoforte 2017, con le prime consegnate iniziate a novembre 2017.

## Profilo e tecnica

Interni

Rispetto alla vecchia generazione, la A8 viene proposta con due misure di carrozzeria, con il passo corto o a passo lungo denominata A8 L per i mercati orientali e cinese. A livello dimensionale rispetto alla A8 D4, questa generazione cresce nelle dimensioni risultando 3,7 cm più lunga, 0,4 cm più stretta, 1,3-1,7 cm più alta, fino a toccare i 5,172 m in lunghezza (5,302 m per la A8 L), 1,945 m in larghezza, 1,463 m in altezza (1,488 m per la A8 L) e con un passo di 2,998 m per la versione corta e 3,128 m per la lunga.
L'A8 viene costruita su di un telaio derivato dalla Piattaforma Volkswagen MLB Evo in comune con altre vetture del gruppo Volkswagen come Volkswagen Touareg, Audi Q8, Porsche Cayenne e Lamborghini Urus, caratterizzata al posto dell'alluminio delle precedenti generazioni dalla realizzazione attraverso uno chassis multilaterale caratterizzato dalla presenza di acciai altoresistenziali, con la presenza anche dell’alluminio, l’acciaio, il magnesio e il carbonio (CFRP); ciò ha reso possibile incrementare la rigidità strutturale della vettura e la silenziosità dell’abitacolo, riducendo nel contempo anche il peso.
Su tutte le versioni, allestimenti e motorizzazioni, sono di serie la trazione integrale permanente "quattro", cambio automatico Steptronic a 8 marce e le quattro ruote sterzanti.
Le sospensioni sono del tipo pneumatiche con attuatori elettrici con un sistema di sospensioni attive su ciascuna ruota, che la adattano alle irregolarità del fondo stradale. Inoltre la vettura se rileva un impatto laterale, è dotata di un sistema che la fa sollevare di otto centimetri per ridurre il rischio di lesioni agli occupanti all'interno dell'abitacolo, facendo sì che urto venga attutito maggiormente dal pianale.
A richiesta, la A8 può essere predisposta per la guida su autostrade con traffico intenso a velocità fino a 60 km/h con sistema di guida autonoma di livello 3, che fanno sì che il conducente non sia obbligato a dover tenere costantemente le mani sul volante. Nella versione 2022 sono presenti 40 sistemi di assistenza al conducente, con il sistema parking pilot gestibile da smartphone.

## Motorizzazioni

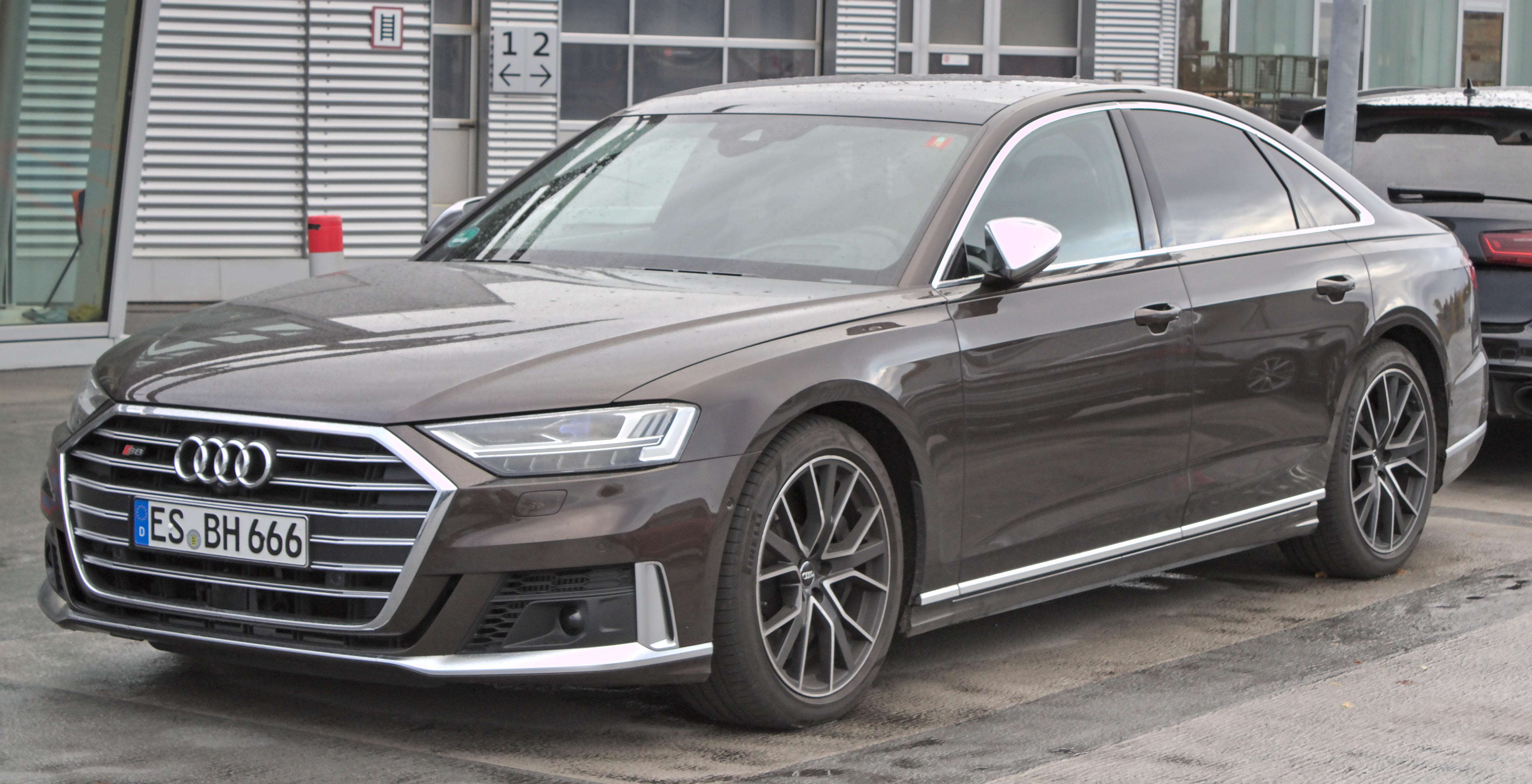
S8

Sin dal debutto la A8 era disponibile con due motorizzazioni a sei cilindri a V benzina e diesel. Il motore a benzina da 3,0 litri (55 TFSI) ha una potenza massima di 250 kW (340 CV), il motore diesel sempre da 3,0 litri (50 TDI) ha una potenza massima di 210 kW (286 CV). Da ottobre 2019 è disponibile la versione ibrida plug-in 60 TFSI con una potenza di sistema di 330 kW (449 CV), basata sul motore a benzina da 3,0 litri con 250 kW (340 CV). In seguito hanno esordito due motorizzazioni a otto cilindri da 4.0 litri, sia diesel che benzina. Il benzina sviluppa 338 kW (460 CV) nella versione 60 TFSI o 420 kW (571 CV) sulla top di gamma S8 TFSI. Il diesel eroga invece 320 kW (435 CV) ed è venduto nell'allestimento 60 TDI, venendo introdotto in gamma alla fine del 2020.
Tutte le propulsioni dispongono di serie di un sistema ibrido leggero che combina un impianto elettrico a 48 volt che, insieme al moto-generatore di avviamento collegata ad una cinghia all'albero motore, per risparmiare carburante e ridurre le emissioni  si può spegnere il motore e scollegare la trasmissione, dando la possibile di viaggiare nella cosiddetta modalità "veleggio". Con il moto-generatore durante gli avviamenti con il sistema dello start e stop, il motore si avvia e si spegne in modo meno brusco.

### S8
La versione ad alte prestazioni denominata S8, è stata introdotta sul mercato alla fine del 2019. A differenza della precedente generazione di S8 che sono state costruite solo sulla variante a passo corto, la generazione D5 è disponibile sia a passo corto che a passo lungo, con il Nord America che avrà solo la versione S8 a passo lungo (cioè la S8 L). La S8 monta un motore 4,0 litri V8 biturbo dalla maggiore potenza di 571 CV derivato da quello delle A8 e A8L 60 TFSI quattro.